# Walter Berns
Pour les articles homonymes, voir Berns.
Walter Berns (3 mai 1919 – 10 janvier 2015) était un professeur américain de droit constitutionnel et de philosophie politique, chercheur résident à l'American Enterprise Institute et professeur émérite de l'université de Georgetown.

## Biographie
Walter Berns a grandi à Chicago, puis a suivi le cours général de la London School of Economics et les sciences politiques puis reçu son diplôme de baccalauréat de l'université de l'Iowa. Lors de la Seconde Guerre mondiale, il a servi dans l'US Navy de 1941 à 1945. Après la guerre, il vivait et travaillait comme serveur au Nouveau-Mexique, où il se lia d'amitié Frieda von Richthofen, qui l'a persuadé qu'il n'avait pas d'avenir comme un écrivain. Il a étudié pour son doctorat sous Leo Strauss à l'université de Chicago puis enseigné la philosophie politique à l'université d'État de Louisiane (1953 à 1956) et de l'université de Yale (de 1956 à 1959). En 1959, il a rejoint le département de l'université Cornell.
Il s'est fait connaître pour sa dénonciation des excès des mouvements estudiantins lors de la guerre du Viêt Nam ou des émeutes liées aux mouvements pour les droits civiques, même s'il a ensuite pardonné à leurs auteurs. Ce combat en a fait plus tard une figure intellectuelle des mouvements conservateurs américains, selon Jacob Heilbrunn, éditeur du magazine The National Interest et auteur du livre They Knew They Were Right: The Rise of the Neocons. Ses recherches ont mis en avant le rôle moteur de penseurs comme Thomas Hobbes, John Locke et Adam Smith dans la recherche d'un idéal démocratique.